# Rokytnice (zámek)
Zámek Rokytnice je zámek v obci Rokytnice v okrese Přerov z druhé poloviny 16. století, který byl postaven na místě středověké tvrze ze 14. století.

## Historie
Rokytnická tvrz je poprvé připomínána od roku 1385, kdy ji zakoupil Rudolf z Frankštátu. Majitelé tvrze se často střídali. Tvrz byla pravděpodobně zničena za husitských válek. Roku 1466 zakoupil Rokytnici rod pánů z Ludanic. Ti, pravděpodobně na místě zaniklé tvrze, vystavěli renesanční zámek. V roce 1582 vypukl v Rokytnici velký požár, který poničil ves i zámek. Tehdejší majitel panství, Jáchym Haugvic z Biskupic, nechal poškozený zámek zrekonstruovat. Stavební práce byly ukončeny roku 1591. Zámek byl výrazně poškozen během třicetileté války. Stal se neobyvatelným. Haugvicové jej proto roku 1663 prodali olomouckým jezuitům. Jezuité nechali starý renesanční zámek zbourat a na jeho místě vystavěli nové barokní sídlo. Jezuitský řád o zámek přišel na sklonku 18. století kvůli Josefínským reformám. V letech 1778 - 1790 objekt sloužil jako polní nemocnice. V roce 1824 koupil celé panství Ludvík z Levenau a o jedenáct let později rytíř Josef Eichhoff, viceprezident dvorské komory ve Vídni. Eichhoffové rokytnický zámek vlastnili až do roku 1945, kdy jim byl na základě benešových dekretů zkonfiskován. Zámek se tak stal sídlem nejrůznějších ústavů sociální péče. V současnosti na zámku sídlí domov důchodců a domov pro osoby se zdravotním postižením. Jeho zřizovatelem je Olomoucký kraj.

## Galerie

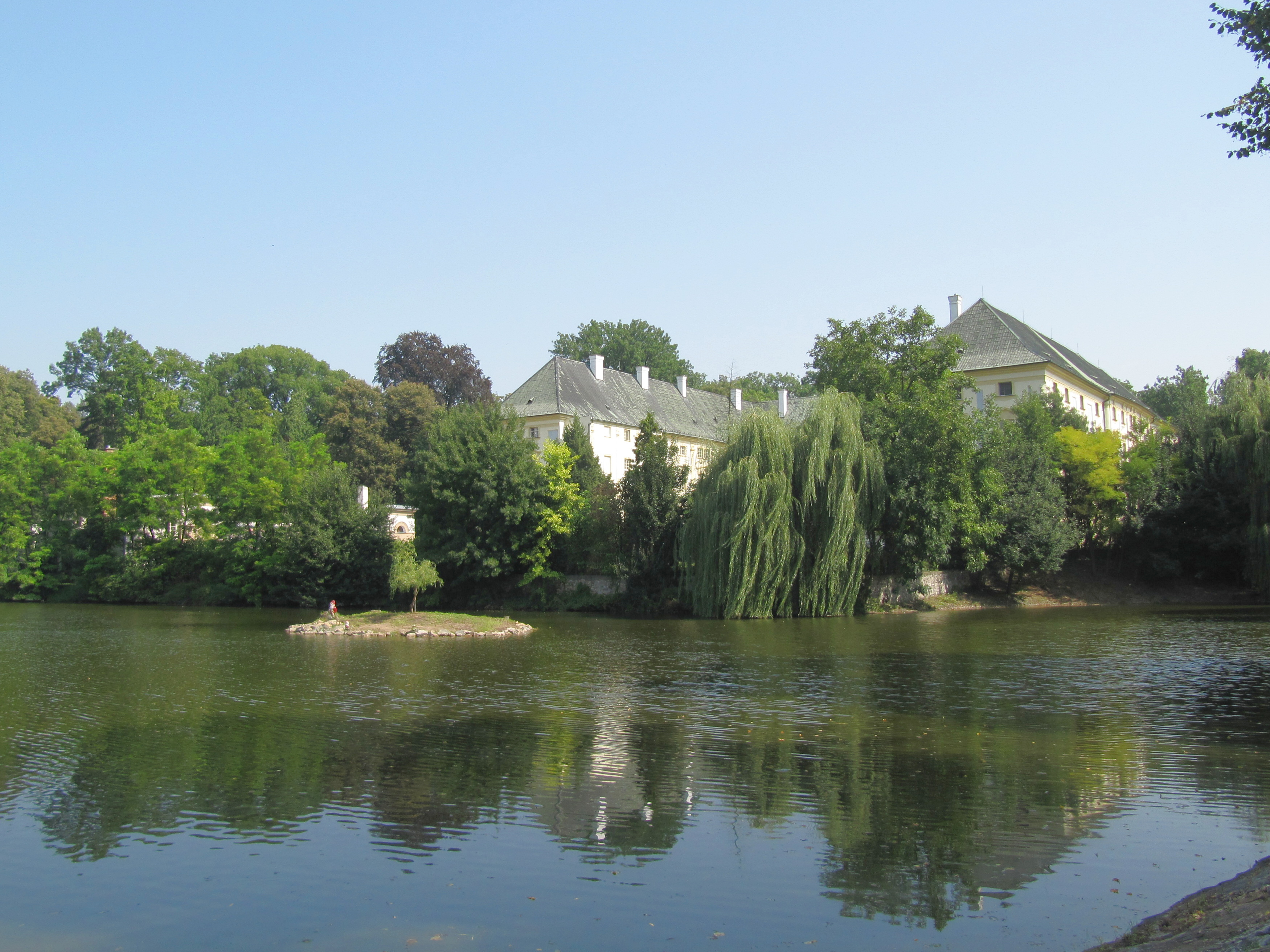
Pohled na zámek a zámecký rybník
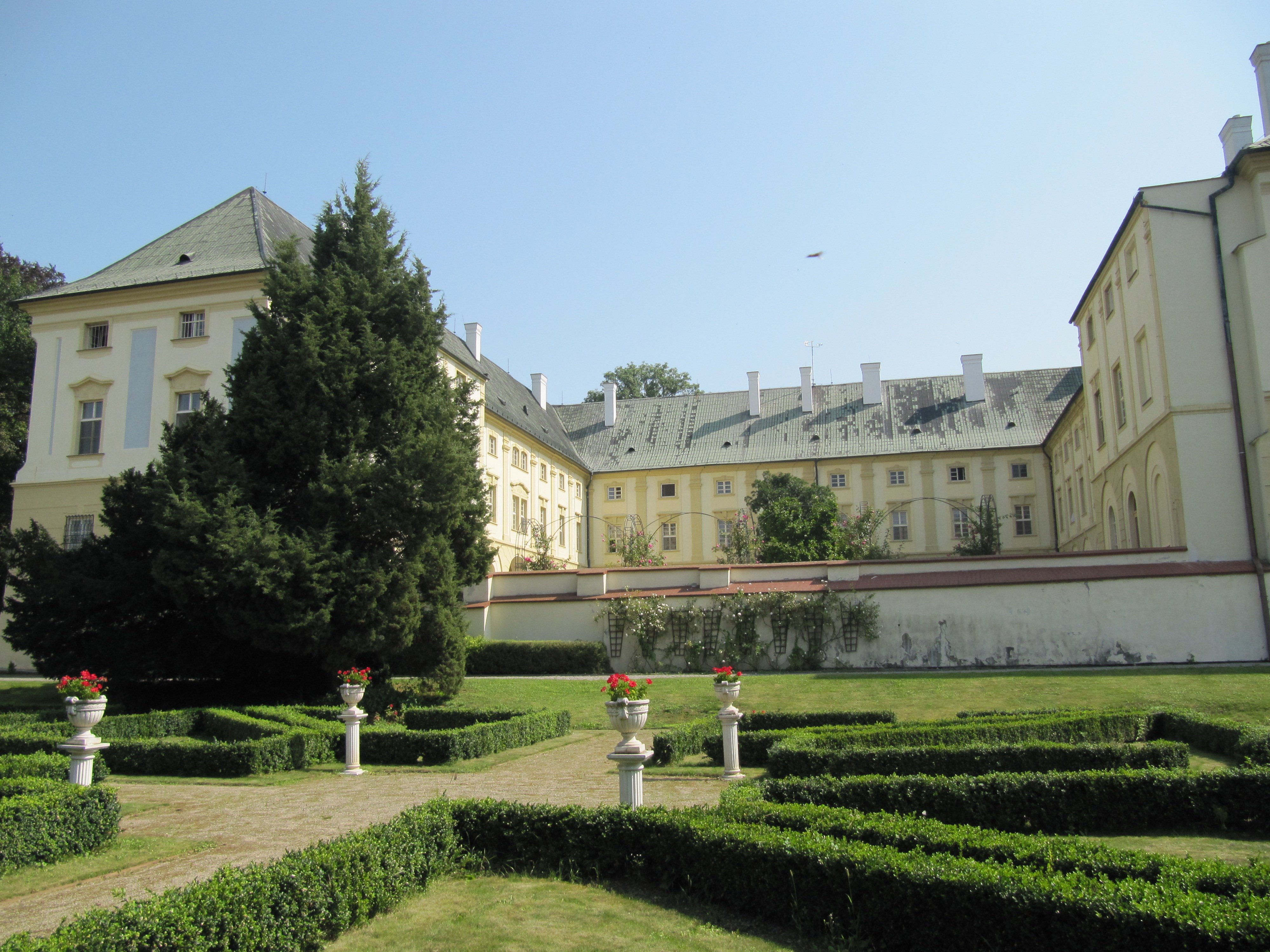
Pohled na zámek ze zahrady
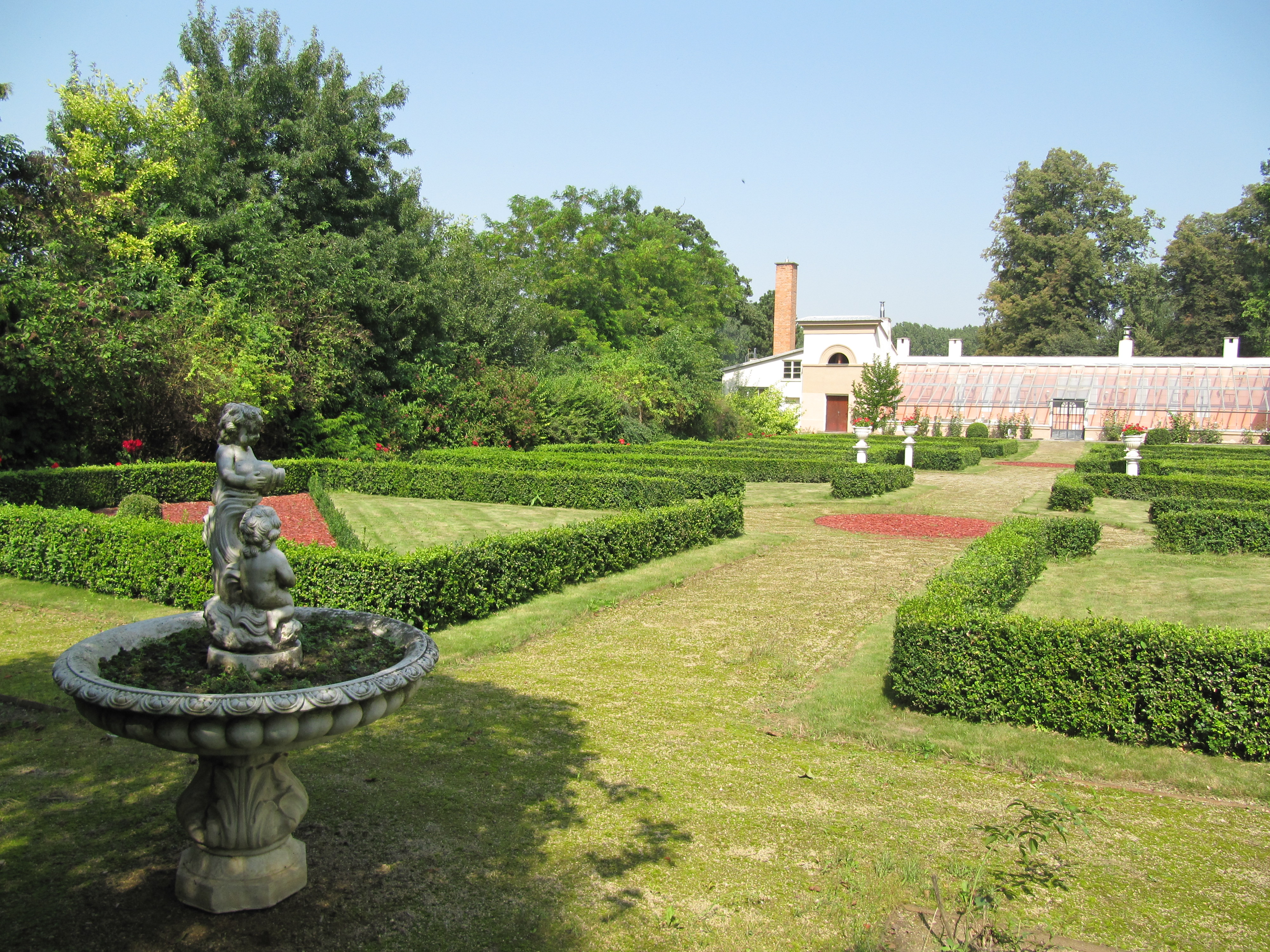
Zámecká zahrada a skleník